# Ai Takahashi
Ai Takahashi (高橋愛 Takahashi Ai?,  Sakai, Prefectura de Fukui, Japón, 14 de septiembre de 1986) es una cantante y actriz japonesa, exlíder del grupo musical Morning Musume y Hello! Project hasta 2011. Takahashi también fue miembro del subgrupo Minimoni.

## Biografía
Su primera aparición en el mundo de la música fue en 1999, cuando Takahashi participó en el programa de la cadena BS "Junior No Doziman", un concurso de talentos, en el cual obtuvo un premio. Se unió a Morning Musume en 2001 como parte de la quinta generación, junto con Asami Konno, Makoto Ogawa y Risa Niigaki. La audición para la banda incluyó un campamento de entrenamiento de tres días y dos noches, en el cual se esperaba que los participantes aprendieran una nueva canción, una rutina de baile y un guion. De las 25,000 solicitantes, solo nueve fueron seleccionadas, incluyendo a Takahashi. El grupo debutó con el sencillo "Mr. Moonlight ~Ai no BIG BAND~".
Durante el 2002, su popularidad entre los fanáticos del grupo comenzó a ir en aumento, principalmente tras su participación en el grupo shuffle "Happy 7", en la que tuvo un rol prominente. Desde ese momento su carrera como cantante fue en ascenso, con el lanzamiento de su primer photobook en solitario, su ingreso en el grupo Minimoni y su participación en una película del mismo grupo (MiniMoni Ja Movie: Okashina Daibouken). De esta película nace uno de sus principales apodos, "Takitty", solo usado por los fanes, el cual se basa en el traje de gato negro que usa durante la película.
En 2006, interpretó el rol de "Sapphire" en el musical teatral retro Ribbon no Kishi, interpretando al príncipe. Takahashi fue también capitana del equipo de balonmano "Metro Rabbits H.P." El 6 de mayo de 2007, Takahashi se convirtió en la líder secundaria de Morning Musume. Casi un mes después, el 1 de junio, Takahashi se convirtió en la nueva líder del grupo tras el abandono de Miki Fujimoto.
En agosto de 2008, Takahashi interpretó a Cenicienta en la obra Cinderella the Musical, la cual estuvo más de un mes en cartelera en el Teatro de Shinjuku Koma, asimismo participó como Mie de Pink Lady en el Drama especial de NTV Hitmaker Aku Yu Monogatari. Takahashi fue la primera miembro activo de Morning Musume en protagonizar un drama, con su primer rol principal en la serie “Q.E.D. Shoumei Shuuryou” (Q.E.D. Caso Cerrado), que se emitió en la cadena NHK desde enero hasta marzo de 2009. Fue también la primera vez que un miembro de Morning Musume protagoniza una serie en horario estelar.
En enero de 2011, anunció su graduación de Morning Musume. Se graduó de Hello Project y Morning Musume el 30 de septiembre de 2011. Tiene el récord de ser la líder de Morning Musume por más tiempo (cuatro años). Actualmente está trabajando en musicales, obras de teatro, dramas, y además de hacer una canción especial para Fukui TV y participar en la versión en inglés de love machine.

## Vida personal
Contrajo nupcias el 14 de febrero de 2014 con el comediante Koji Abe.

## Grupos en Hello!Project

### Grupos
- Morning Musume (26 de agosto de 2001 - 30 de septiembre de 2011)
- High-King (2008)

### Subgrupos
- Morning Musume Sakura Gumi (2003)
- Mini Moni (2003)
- Muten Musume (2010)

### Grupos Shuffle
- Happy 7 (2002)
- 7AIR (2003)
- H!P All Stars (2004)
- Elegies (2005)

## Filmografía

### Series de televisión
- Angel Hearts (2002)
- Kochira Hon Ikegami Sho (2002) (1 episodio)
- Mikeneko Holmes no Hanzaigaku Kouza (2002)
- Minimoni de Bremen no Ongakutai (2004) (4 episodios)
- Tenka Souran ~ Tokugawa Sandai no Inmou (2006)
- Doutoku Joshi Tandai Ecoken (2006)
- Hitmaker Aku Yū Monogatari (2008)
- Q.E.D. Shoumei Shuuryou (2009)
- Hanbun Esper (2010)
- Koi Choco Bitter Sweet Angel (2011)

### Obras teatrales
- Ribbon no Kishi (2006)
- Cinderella (2008)
- Ojigi 30 Degrees (2008)
- Ojigi de SHAPE-UP! (2009)
- Fashionable (2010)
- Hamlet (2011)
- Dance of the Vampires (2011)
- La Patisserie (2011)
- Anne of Green Gables (2012)
- The Wedding Singer (2013)